# Hewlett Packard Enterprise
Hewlett Packard Enterprise Company (HPE) er en amerikansk multinational it-virksomhed med hovedkvarter i Spring, Texas.
HPE blev etableret 1. november 2015, som en del af opdelingen af Hewlett-Packard company. Det er en erhvervsrelateret virksomhed, som arbejder med servere, datalagring, netværk, software, konsulentydelser og support.